# ATV-001 Jules Verne
ATV-001 Jules Verne var ESA:s första Automated transfer vehicle (ATV) för att leverera förnödenheter, syre, vatten och bränsle till rymdstationen ISS. Den var uppkallad efter den franske författaren Jules Verne. Den sköts upp med en Ariane 5 ES ATV-raket den 9 mars 2008 och dockade med rymdstationen den 3 april 2008.

## Montering

### Transport
Transporten över Atlanten till uppskjutningsplatsen Centre Spatial Guyanais skedde med båt.

## Tankning

### Uppskjutning
Den 25 februari 2008 avslutades fasen där man monterade Jules Verne på den Ariane 5-raket som bar den till omloppsbanan. Uppskjutningen genomfördes utan problem den 9 mars 2008 05:03 (CET).

## Tester i omloppsbana
Mellan den 13 och 14 mars testades MSU:s (Monitoring and Safety Unit) förmåga att utföra en CAM (Collision Avoidance Manoeuvre). Testet började med att en mängd system stängdes av på ATV:n. När MSU:n såg läget som kritiskt genomförde den CAM och ställde sedan solpanelerna i optimal vinkel mot solen. Testet gick precis som planerat. Även återstarten av de avstängda systemen gick som planerat.
Den 29 mars testades de olika systemen som var inblandade i dockningen fram till den punkt då det var 3,5 km kvar till dockning. Testet avslutades med att ATV Control Centre i Toulouse i Frankrike, gav Jules Verne kommando att utföra CAM.
Den 31 mars gjordes testet om med den skillnaden att det avbröts först när det var elva meter kvar till dockning. Testet avslutades med att besättningen på ISS gav Jules Verne kommando att utföra CAM.

## Dockning
Den 3 april 2008 14:45:32 UTC fick Jules Verne direktkontakt med ISS, den mekaniska delen av dockningen var avslutad vid 14:55 UTC. Hela dockningsproceduren var klar efter ytterligare ett par minuter.

## Vid ISS

### Rymdskrot
Den 27 augusti 2008 användes Jules Vernes motorer för att ändra ISS omloppsbana för att undvika en kollision med skrot från Kosmos 2421. Motorerna användes i 5 minuter och 2 sekunder, resultatet blev att stationen bromsades in med ungefär 1 m/s, vilket i sin tur ledde till att stationen förlorade 1,77 kilometer i höjd och kollisionen kunde undvikas.

## Återinträde
Jules Verne återinträdde i jordens atmosfär och brann upp den 29 september 2008.

### Fotnoter
1. ↑  ”NASA Space Science Data Coordinated Archive” (på engelska). https://nssdc.gsfc.nasa.gov/nmc/spacecraft/display.action?id=2008-008A. Läst 26 februari 2020.
2. ↑  Manned Astronautics - Figures & Facts Arkiverad 3 oktober 2015 hämtat från the Wayback Machine., läst 28 juli 2016.